# کارل رو بگیر! اوه سوجونگ
کارل رو بگیر! اوه سو جونگ (کره‌ای: 칼잡이 오수정؛ انگلیسی: Get Karl! Oh Soo-jung) یک مجموعه تلویزیونی ۲۰۰۷ کره جنوبی در ژانر کمدی رمانتیک با بازی اوم جونگ-هوا و اوه جی-هو است. این مجموعه از ۲۸ ژوئیه تا ۱۶ سپتامبر ۲۰۰۷، شنبه و یکشنبه‌ها ساعت ۲۱:۴۵ (کی‌اس‌تی) از اس‌بی‌اس برای ۱۶ قسمت پخش شد.
این مجموعه بر پایهٔ داستان واقعی زندگی عشقی لی جو-یونگ، مدیر عامل شرکت تولید درام است که به شوهر فعلی اش پس از ده سال جدایی، دوباره پیوسته‌است. علاوه بر این، گو مان-سو نام واقعی شوهر لی جو-یونگ، گلف‌باز حرفه‌ای است که به اوه جی-هو در مورد گلف برای آماده‌سازی این نقش توصیه‌هایی کرد.

## بازیگران

### بازیگران اصلی
- اوه جی-هو در نقش گو مان-سو / کارل گو
- اوم جونگ-هوا در نقش اوه سو-جونگ
- کانگ سونگ-جین در نقش جونگ وو-تاک
- پارک دا-آن در نقش یوک ده-سون

### بازیگران مکمل
- آن سون-یونگ در نقش لی یونگ-ئه، دوست سو-جونگ
- یو هه-جونگ در نقش کیم پیل-سوک، دوست سو-جونگ
- سونگ دونگ ایل در نقش جونگ سونگ-گیو، مدیر برنامه/دوست کارل
- آن یونگ-جون در نقش چوی سو-هیوک، برادر کوچکتر سو-جونگ
- کیم کپ سو در نقش اوه بیونگ-جیک، پدر سو-جونگ
- یو جی-این در نقش شیم وول-دو، مادر سو-جونگ
- کیم دونگ-کیون در نقش یون دونگ-کوان، شوهر یونگ-عه
- جونگ مین-جین در نقش دنیل
- سو هی-سونگ در نقش پدر مان-سو
- هان بوک-هی در نقش مادر مان-سو

## آمار بینندگان
| تاریخ           | قسمت    | سراسر کشور  | سئول         |
| --------------- | ------- | ----------- | ------------ |
| ۲۸ ژوئیه ۲۰۰۷   | ۱       | ۱۲٫۴ (نهم)  | ۱۲٫۹ (نهم)   |
| ۲۹ ژوئیه ۲۰۰۷   | ۲       | ۱۴٫۸ (ششم)  | ۱۶٫۲ (پنجم)  |
| ۴ اوت ۲۰۰۷      | ۳       | ۱۲٫۱ (هشتم) | ۱۲٫۶ (نهم)   |
| ۵ اوت ۲۰۰۷      | ۴       | ۱۵٫۵ (پنجم) | ۱۶٫۳ (چهارم) |
| ۱۱ اوت ۲۰۰۷     | ۵       | ۱۲٫۸ (هفتم) | ۱۳٫۸ (هفتم)  |
| ۱۲ اوت ۲۰۰۷     | ۶       | ۱۴٫۳ (دهم)  | ۱۵٫۱ (نهم)   |
| ۱۸ اوت ۲۰۰۷     | ۷       | ۱۱٫۸ (نهم)  | ۱۲٫۴ (هفتم)  |
| ۱۹ اوت ۲۰۰۷     | ۸       | ۱۴٫۵ (ششم)  | ۱۵٫۴ (پنجم)  |
| ۲۵ اوت ۲۰۰۷     | ۹       | ۱۳٫۵ (هفتم) | ۱۴٫۴ (ششم)   |
| ۲۶ اوت ۲۰۰۷     | ۱۰      | ۱۳٫۹ (هشتم) | ۱۴٫۹ (ششم)   |
| ۱ سپتامبر ۲۰۰۷  | ۱۱      | ۱۵٫۵ (پنجم) | ۱۶٫۴ (پنجم)  |
| ۲ سپتامبر ۲۰۰۷  | ۱۲      | ۱۴٫۱ (ششم)  | ۱۵٫۱ (پنجم)  |
| ۸ سپتامبر ۲۰۰۷  | ۱۳      | ۱۳٫۲ (ششم)  | ۱۳٫۸ (پنجم)  |
| ۹ سپتامبر ۲۰۰۷  | ۱۴      | ۱۱٫۶ (هشتم) | ۱۲٫۱ (هشتم)  |
| ۱۵ سپتامبر ۲۰۰۷ | ۱۵      | ۱۴٫۲ (ششم)  | ۱۴٫۸ (پنجم)  |
| ۱۶ سپتامبر ۲۰۰۷ | ۱۶      | ۱۴٫۷ (نهم)  | ۱۵٫۸ (هفتم)  |
| میانگین         | میانگین | ۱۳٫۷٪       | ۱۴٫۵٪        |

## پخش بین‌المللی
- این مجموعه در ویتنام از ۱۳ اکتبر ۲۰۰۸ با عنوان Sự trả thù ngọt ngào از شبکهٔ اچ‌تی‌وی۳ پخش شد.